# آفي غباي
آفي غباي (بالعبرية: אבי גבאי‏) هو رئيس حزب العمل الإسرائيلي، والمرشح عن الحزب لرئاسة الحكومة في نوفمبر 2019.

## سيرته
غباي من أصول شرقية مغربية. عيّن وزيرا للبيئة خلال عامي 2015 و2016 في الحكومة التي ترأسها بنيامين نتانياهو والتي كان حزبه كولانو جزء منها. لكنه استقال في مايو 2016 احتجاجا على تعيين افيغادور ليبرمان زعيم حزب إسرائيل بيتنا القومي المتطرف وزيرا للدفاع. كما واستقال من حزب كولانو وانضم إلى حزب العمل.يعيش في تل أبيب. متزوج من إيلات، أب لثلاثة أطفال هم دانيال، عمري وآري.
في 10 يوليو 2017، فاز برئاسة حزب العمل، متغلباً على منافسة عمير بيرتز، بعدما حصل على 52% من الأصوات في الجولة الثانية من الانتخابات التمهيدية لرئاسة الحزب، وكان قد حصل على نسبة 27% في الجولة الأولى. آفي غباي كان قد تلقى دعماً، في مستهل حملته، من رئيس الحكومة الإسرائيلي الأسبق، عن حزب العمل، إيهود باراك، والذي كتب على صفحته على فيسبوك انه سيجلب «الامل والتغيير» وسيعمل على ضخ دم جديد في الحزب.
غباي يؤيد حل الدولتين في الصراع الإسرائيلي الفلسطيني.

## روابط خارجية
- آفي غباي على موقع مونزينجر (الألمانية)